# Ouistreham
Ouistreham je pristaniško in letoviško naselje ter občina v severozahodnem francoskem departmaju Calvados regije Spodnje Normandije. Leta 2006 je naselje imelo 9.252 prebivalcev.

## Geografija
Kraj se nahaja v pokrajini Normandiji ob izlivu reke Orne v Rokavski preliv, 14 km severno od središča regije Caena. S trajektom je povezan z angleškim pristaniškim mestom Portsmouth.

## Uprava
Ouistreham je sedež istoimenskega kantona, v katerega so poleg njegove vključene še občine Bénouville, Biéville-Beuville, Blainville-sur-Orne, Colleville-Montgomery, Périers-sur-le-Dan in Saint-Aubin-d'Arquenay z 22.617 prebivalci.
Kanton Ouistreham je sestavni del okrožja Caen.

## Zgodovina
Ouistreham, omenjen leta 1086 kot Oistreham, je vse od srednjega veka pomembno trgovsko pristanišče, po izgradnji kanala Caen à la mer sredi 19. stoletja služi tudi kot pristanišče mesta Caen.
Med drugo svetovno vojno 6. junija 1944 so se na obali Ouistrehama (Sword Beach) izkrcale Francoske svobodne sile.

## Zanimivosti
- župnijska cerkev église Saint-Samson iz 12. stoletja,
- Phare de Ouistreham, 38 m visoki svetilnik, postavljen iz granita leta 1905,
- Muzej Atlantskega zidu,
  - der Grosse Bunker, nemški bunker iz druge svetovne vojne, zajet med zavezniškim izkrcanjem v Normandiji,
- slikarska galerija z zbirko sodobnih lokalnih umetnikov.

## Pobratena mesta
- Angmering (Anglija, Združeno kraljestvo),
- Braine-l'Alleud (Valonija, Belgija),
- Lohr am Main (Bavarska, Nemčija).